# Gohelle
Pour l’article ayant un titre homophone, voir Goële (homonymie).
La Gohelle est un petit pays traditionnel du département du Pas-de-Calais faisant historiquement partie du gouvernement d'Artois, la ville de Lens étant considérée comme son point central. Elle est principalement composée d'une vaste plaine de basse altitude, aujourd'hui occupée pour l'essentiel par les agglomérations de Lens-Liévin et Hénin-Carvin et les espaces ruraux intercalaires. 
Bien que la Gohelle fasse historiquement partie de la province d'Artois, elle est un pays traditionnel distinct de l'Artois propre.

## Géographie et composition

### Localisation

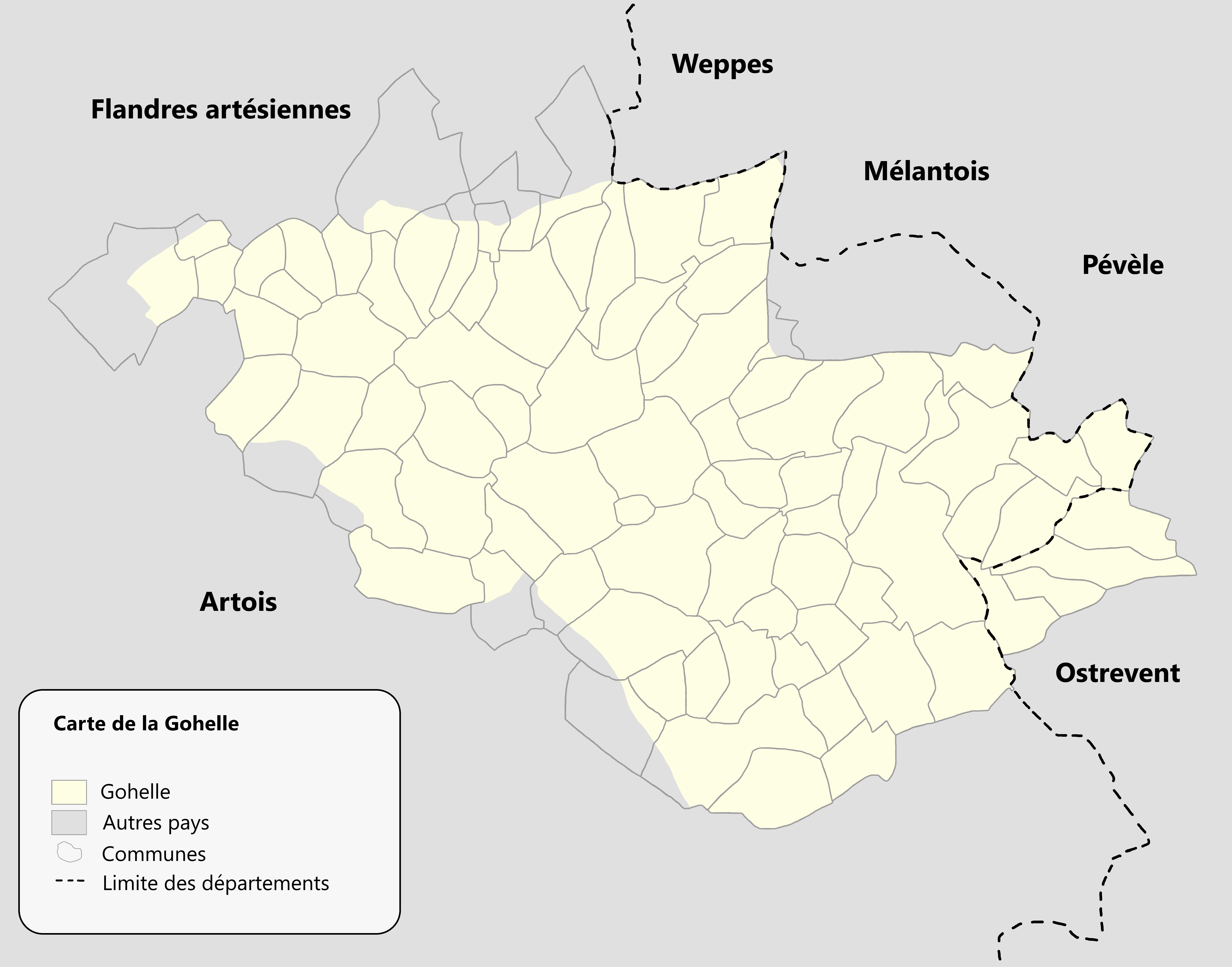
Carte de la Gohelle.

La Gohelle est un petit pays situé dans le prolongement occidental de la plaine d'Arras, entre le pays d'Artois et les plaines tertiaires d'Ostrevent, de la Pévèle, du Mélantois et des Weppes. Elle est délimitée au sud par les collines de l'Artois (colline de Lorette et la côte de Vimy) et le bassin de la Scarpe, à l'ouest par la Lawe et au nord par les marais du Bas Pays de Béthune dans les Flandres artésiennes.
Tout comme la Pévèle, la Gohelle forme une zone de transition entre les territoires flamands et picards étant situé entre l'Artois flamingant et l'Artois wallon.

### Morphologie et géologie
La Gohelle se distingue de la plaine d'Arras par sa moindre altitude comme par son moindre ravinement, ce qui la rapproche de l'Ostrevent, mais elle en diffère par l'absence presque absolue de sources et de marécages. Néanmoins, la séparation entre la Gohelle et l'Ostrevent est incertaine. 
La Gohelle est essentiellement un bas plateau dont la couche supérieure est constitué de craie du Crétacé supérieur, souvent recouverte de limon (lœss) ; elle est bien plus basse en altitude (30 à 55 mètres environ) et plus plate que le plateau de l'Artois qui la borde au sud et dont elle est séparée par des coteaux, notamment la colline de Lorette et la côte de Vimy ; ces collines surplombent la plaine parfois de plus de 120 mètres (l'attitude de la colline de Lorette dépassant 180 mètres). Le plateau de l'Artois est également constitué de craie du Crétacé supérieur tout comme la plaine mais son altitude est plus élevée et son relief est plus marqué. La côte de Vimy correspond à une faille (la faille de Marqueffles) qui a abaissé les terrains crayeux de la plaine de Gohelle au Nord par rapport à des terrains de même nature au sud.  Sur le plan strictement géologique et morphologique, on peut dire que la couche crayeuse relativement basse et plate de la plaine de Gohelle se poursuit en une étroite langue de craie au sein de la plaine de Flandre, vers le nord-est jusqu'à la ville de Lille, puis après être passée par le Mélantois, elle bifurque à l'est jusqu'aux abords de Tournai en Belgique, en surplombant légèrement sur son chemin de larges plaines alluviales (notamment la Deûle) qui sont un peu plus basses encore.
De manière insoupçonnable vu depuis la surface, en dessous de la couche de craie et de marne du Crétacé (les « mort-terrains ») de la Gohelle, qui est très plate et non plissée, se trouvent des couches sédimentaires plus anciennes du Paléozoïque, elles sont fortement plissées et parcourues d'anciennes failles. Composées de couches de roches très variées (grès, schistes, calcaire), elles contiennent de nombreuses veines de houille (le charbon), qui ont été très intensément exploitées par des puits et galeries de mine en profondeur (plusieurs centaines de mètres), durant l’ère industrielle et jusqu'à la fin du XXe siècle, comme dans tout le bassin minier du Nord-Pas-de-Calais dont fait partie la Gohelle.

### Paysages

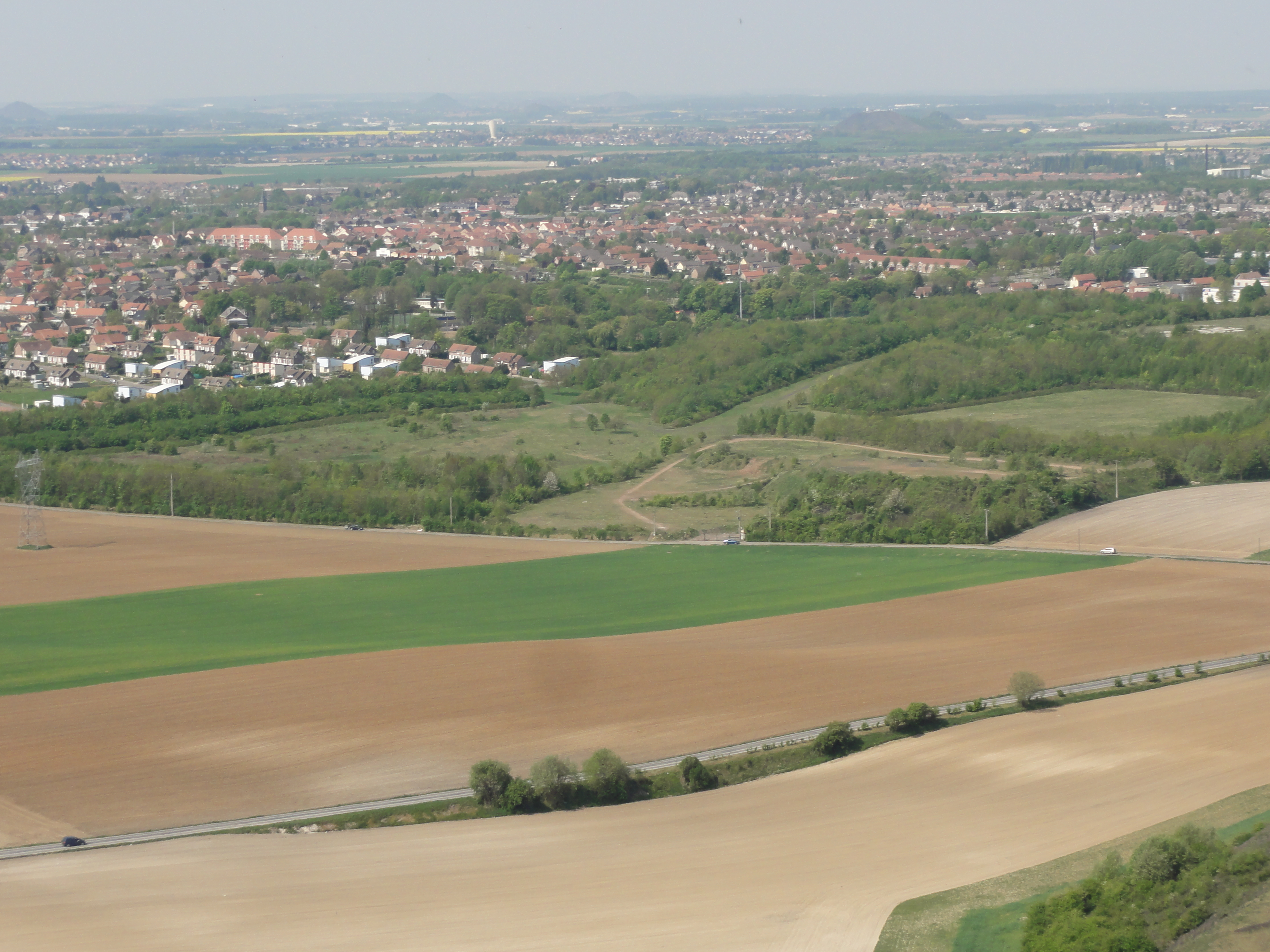
Un paysage typique de la Gohelle, photographié depuis un terril de Loos-en-Gohelle.

Le paysage de la Gohelle est aujourd'hui très caractérisé. Il est très marqué par l'urbanisation industrielle bien particulière du bassin minier du Nord-Pas-de-Calais dont elle est l'un des cœurs centraux, avec ses puits miniers, ses nombreux terrils, dont ceux de Loos-en-Gohelle qui sont les plus hauts de la région et constituent aujourd'hui des repères visuels majeurs dans la plaine. Les corons recouvrent de grandes surfaces et constituent un mode d'urbanisation homogène, planifié en vastes cités-jardins, chacune orientée différemment mais constituée d'alignements de pavillons strictement rangés et identiques. C'est un urbanisme très bas et plat, aéré, épousant véritablement la surface de la plaine. La très vaste agglomération lensoise, qui en est presque entièrement constituée, est le cœur de ce système urbain singulier. La plaine est aussi marquée par les nombreux grands axes de communication qui la traversent (routes, autoroutes, lignes de chemin de fer, LGV, canaux). 
Les boisements y sont quasiment absents, mais ils colonisent actuellement les nombreuses friches industrielles, dont les terrils. Les espaces ruraux qui perdurent un peu partout entre les zones urbanisées sont marqués par une nette domination des grandes cultures ouvertes (« open field »), aux rendements riches. Les parcelles agricoles y sont particulièrement grandes et les arbres y sont rares. Contrairement à d'autres parties de la région les zones agricoles ne sont pas ponctuées par un habitat dispersé (qui est plutôt le signe des anciennes régions bocagères). Les nombreux espaces urbains, qui sont souvent à l'emplacement des anciens gros villages ruraux à l'habitat groupé, sont donc séparés par de vastes champs quasi désertiques et ouverts, signe de la vocation ancienne de la plaine pour les grandes cultures. 
Les premières collines de l'Artois, dont fait partie la côte de Vimy, forment une ligne de crête qui constituent la limite Sud de la plaine de Gohelle, en la surplombant par un dénivelé marqué. C'est un autre repère important, visible de presque partout dans la plaine. Ces collines sont un des plus hauts lieux de mémoire de la Première Guerre mondiale en France (les batailles de l'Artois, entre autres, se sont en partie déroulées dans la Gohelle). D'immenses monuments aux morts et cimetières militaires dominent ce lieu : le Mémorial canadien de Vimy, visible de toute la plaine, et la Nécropole nationale de Notre-Dame-de-Lorette.

## Histoire
À l'époque gallo-romaine, c'était une division de l'Atrebatie dont la ville principale était, selon les auteurs, Beuvry, Lens ou même peut-être Aix-Noulette.
La Gohelle était limitée au sud par les collines de l'Artois de Bruay-la-Buissière jusqu'à Ablain-Saint-Nazaire, puis par la Souchez et la Basse-Deûle. Il semblerai aujourd'hui que le terme Gohelle est employé pour désigner une région géographique plus vaste située en Escrebieu, la plaine de Gohelle s'étend au delà du pagus Leticus.

## Toponymie

### Attestations anciennes
Le nom de la région est attesté sous les formes Gauharia en 1154-1159 ; Gauelia en 1220 ; Goiele en 1230 ; Le Gauhere en 1246 ; Gauheria en 1257 ; Le Gohiele en 1273 ; Goeria en 1300 ; Le Gohelle en 1378,.

### Étymologie
Pour Pierre-Henri Billy, ce toponyme est issu du vieux bas francique *gawi- « région, contrée » (cf. vieux haut allemand gawi, gouwi > allemand Gau ; ancien néerlandais *gōw, gō > néerlandais gouw) et un hypothétique *hare « hauteur », dérivé avec le suffixe -ja[réf. à confirmer]. Maurits Gysseling, quant-à-lui spécialiste des toponymes d’origine germanique, ne se prononce pas sur l'étymologie de Gohelle.
Remarque :  hár « haut » étant un adjectif seulement attesté en vieux norois et ses descendants islandais et féroïen, il faut sans doute préférer le vieux bas francique *harja- « armée », allongement du germanique occidental (westique) *hari « armée ». Ce dernier entre en composition dans un nom commun français comme héberger (anciennement herberger) et a donné le vieil anglais here « armée », l’allemand Heer « armée » et le néerlandais heer / heir « armée ».

### Usage
Gohelle est utilisé comme déterminant dans le nom actuel de plusieurs localités :
- Arleux-en-Gohelle,
- Fresnoy-en-Gohelle,
- Givenchy-en-Gohelle,
- Loos-en-Gohelle,
- Montigny-en-Gohelle,
- Sains-en-Gohelle.

D'autres noms de communes ont également fait référence à la Gohelle par le passé :
- Aix-en-Gohelle,
- Bouvignies-en-Gohelle
- Bully-en-Gohelle,
- Gouy-en-Gohelle,
- Méricourt-en-Gohelle,
- Nœux-en-Gohelle.